# 曼·雷
曼·雷（英語：Man Ray，1890年8月27日—1976年11月18日），原名伊曼纽尔·拉德尼茨基（Emmanuel Radnitzky），美国现代主义艺术家，在法国巴黎度过了自己大部分职业生涯。尽管他从未正式参与达达主义运动和超现实主义运动，但他仍为这两次运动作出了巨大的贡献。
他的作品多见于各种类型媒体，他先把自己看作是位画家。因先锋和超现实的摄影风格而为人所知，同时也是一位颇具声望的时装摄影师和肖像摄影师。曼雷也因他对“物影摄影”（photogram），也就是他口中的“雷影”（Rayograph）的发展所做出的贡献而闻名。
美国《艺术新闻》杂志（ARTnews）于1999年将曼雷评为20世纪最有影响力的25位艺术家之一。

## 生活和事业

### 背景和青年时代

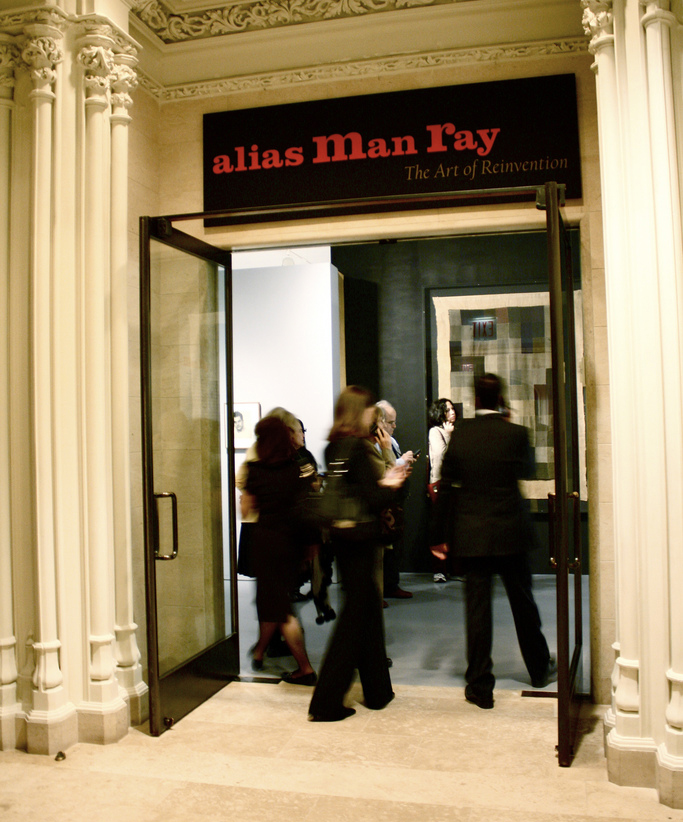
别名曼·雷：革新的艺术 ，展览于纽约犹太博物馆

曼·雷在他的艺术生涯中很少向大众透露他的早期生活或是家庭信息。他甚至拒绝承认有除了曼·雷以外的别的名字。 
曼·雷原名伊曼纽尔·拉德尼茨基，于1890年生于美国宾州费城南部。 他是一个俄国犹太移民家庭的长子， 有一个弟弟和两个妹妹，最小的那个手足在他们一家搬到纽约布鲁克林区的威廉斯堡后出生于1897年。 在1912年，拉德尼茨基一家把他们的姓改为了雷。曼·雷的弟弟选择了这个姓来避免种族歧视和当时很常见的反犹太主义。伊曼纽尔则根据他的外号曼尼将他的名字改为了曼，后来就一直使用曼·雷作为他的姓名。 
曼·雷的父亲在一家衣服加工厂工作，同时还经营一家小裁缝店。孩子们从很小的时候就在父亲的要求下帮助他的生意。曼·雷的母亲喜欢给自己的家人设计服装，并经常用零碎的布制作拼贴作品。 曼·雷希望可以脱离家庭背景的影响，但他家的制衣传统在他的艺术留下了明显的印记。人体模型、熨斗、缝纫机、针、曲别针、线、不同质地的纺织品和其他与制衣相关的物品几乎出现在他的所有作品中。 艺术史学家发现曼·雷的珂拉奇作品、绘画技巧与缝纫方式之间有很大的相似度。
在纽约犹太博物馆展出的曼·雷作品展由经纪人梅森·克雷起名为别名曼雷：革新的艺术。克雷认为曼·雷很可能是第一位犹太先锋派艺术家。 

### 首次艺术尝试
曼·雷在童年时期便展现了艺术和机械上的才能。1904到1908年，他就读于布鲁克林男子高中。这段时期的教育为他打下了坚实的工程制图和其他基本艺术技巧的基础。在上学期间，他还经常光临当地艺术博物馆，研习欧洲早期艺术作品。在毕业后，曼·雷得到了建筑系的奖学金，但他最后选择了从事艺术事业。雷的父母对他选择艺术事业感到失望，但他们还是同意将有限的家庭住房改造使得雷能拥有自己的工作室。接下来的四年中，雷一直在家工作。在此期间他致力于成为专业画家。雷成为了一个商业画家，并为曼哈顿数家公司画工程示意图。
现存的作品显示曼·雷这一时期主要创造模仿19世纪风格的作品。那时他已经是当代先锋派艺术热情的倾慕者了，他欣赏的作品包括阿尔弗雷德·史戴格里茨在291画廊中展出的欧洲现代主义作品和阿士甘·史顾的画作。但是，除了一些小小的尝试，曼·雷并没有在他自己的作品中展现出这种风格。他零星参加的艺术学校——包括国家艺术学院和纽约学生艺术联盟——对他的艺术风格并没有明显的影响。但在1912年秋天进入法里学校之后，雷在艺术上开始有了巨大而快速的发展。

### 纽约

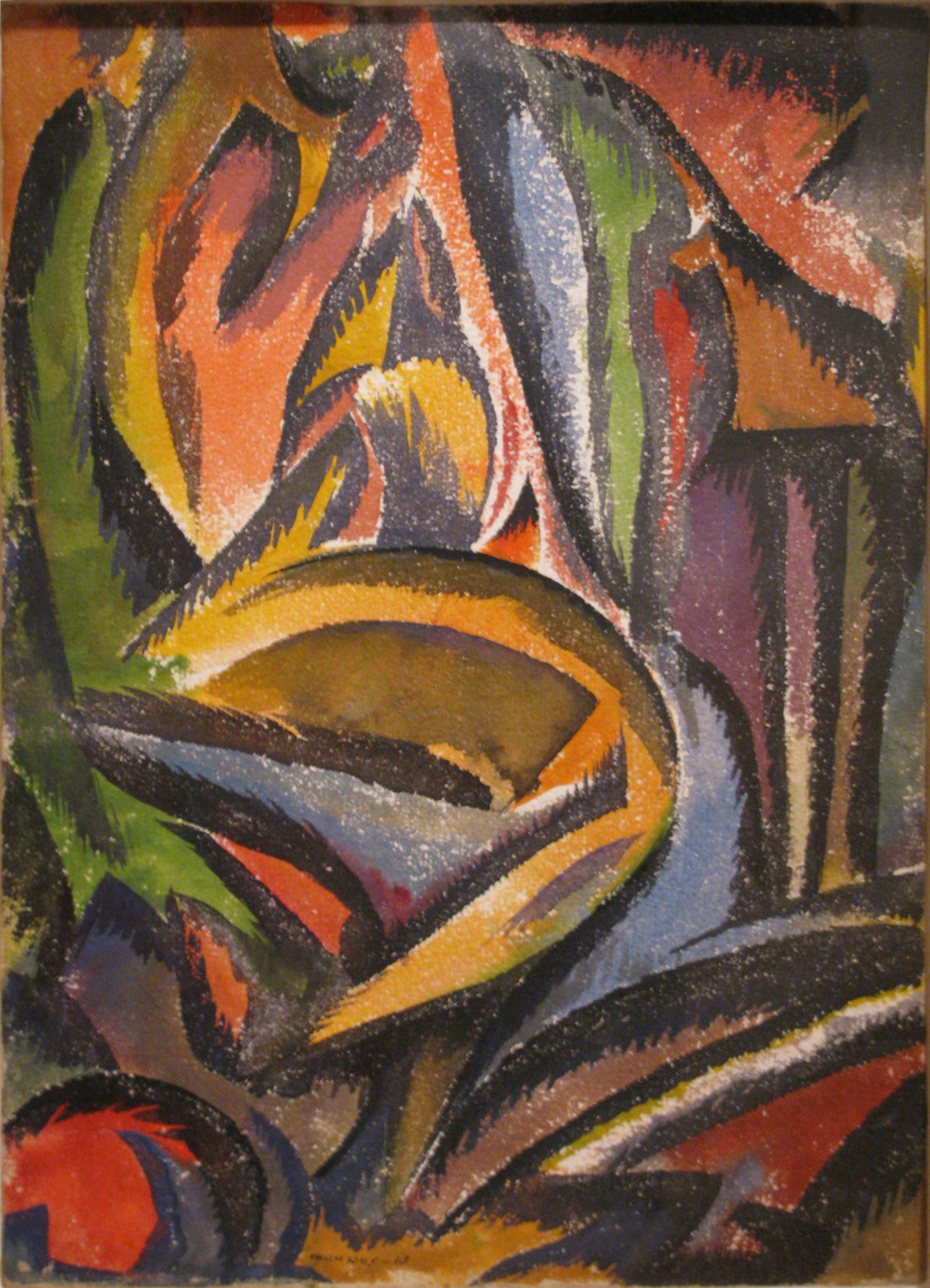
1913年水彩作品《Landscape》

在纽约市居住期间，曼·雷在作品视觉效果上受到了1913年的武器展，也就是国际现代艺术展，和欧洲当代艺术展的影响。他的早期作品展现了立体主义。在与马塞尔·杜尚成为朋友后，他的作品开始表现物体的移动，因为杜尚对于在静止的画作中展现运动十分感兴趣。这方面的例子包括他在作品舞绳者和她的影子中对舞者裙子位置的重复表现。
1915年曼·雷开了他的第一个个人展览，展出作品包括他的油画作品和素描作品。他的第一个前达达主义作品——一件名为自画像的组装作品——于第二年展出。在1918年他拍摄了第一组有重要意义的摄影作品。
曼·雷放弃了传统绘画技法，在作品中加入了达达——一次反艺术运动——元素。他开始制作用以摄影的实物，并在制作图像方面发展了独特的机械和摄影技巧。在1918年版本的舞绳者中，他将素描和喷射枪技术结合起来创作。像杜尚一样，他制作现成艺术品——经过挑选和修饰的普通物品。他的礼物现成艺术品是由一个铁架子和底部的金属组成的，伊斯多尔·杜卡萨之谜则是用布包住一个未知物体（其实是一个缝纫机），再用绳子捆绑。空中图画，同时期的另一件作品，使用玻璃上的喷枪制作的。
1920年，曼·雷帮助杜尚制作了旋转玻璃盘。这是他的第一件机械作品，也是动态艺术最早的代表作之一。这件作品是由一些马达带动旋转的玻璃盘子组成的。同年，曼雷，凯瑟琳·杜埃尔和杜尚一同发起了匿名社，这是一家流动展馆，也是美国第一家现代艺术博物馆。
1920年曼·雷与杜尚合作发表了一期纽约达达运动。曼·雷认为，达达主义的实验比起纽约狂野混乱的街道来说微不足道。他写道：“达达无法在纽约立足生根。纽约就是达达主义，这个城市不会允许她的竞争者在这里生存。”
1913年曼·雷在纽约认识了他的第一位妻子，比利时诗人阿登·拉科洛克斯。他们1914年结婚，1919年分居，并最终于1937年离婚。

### 巴黎

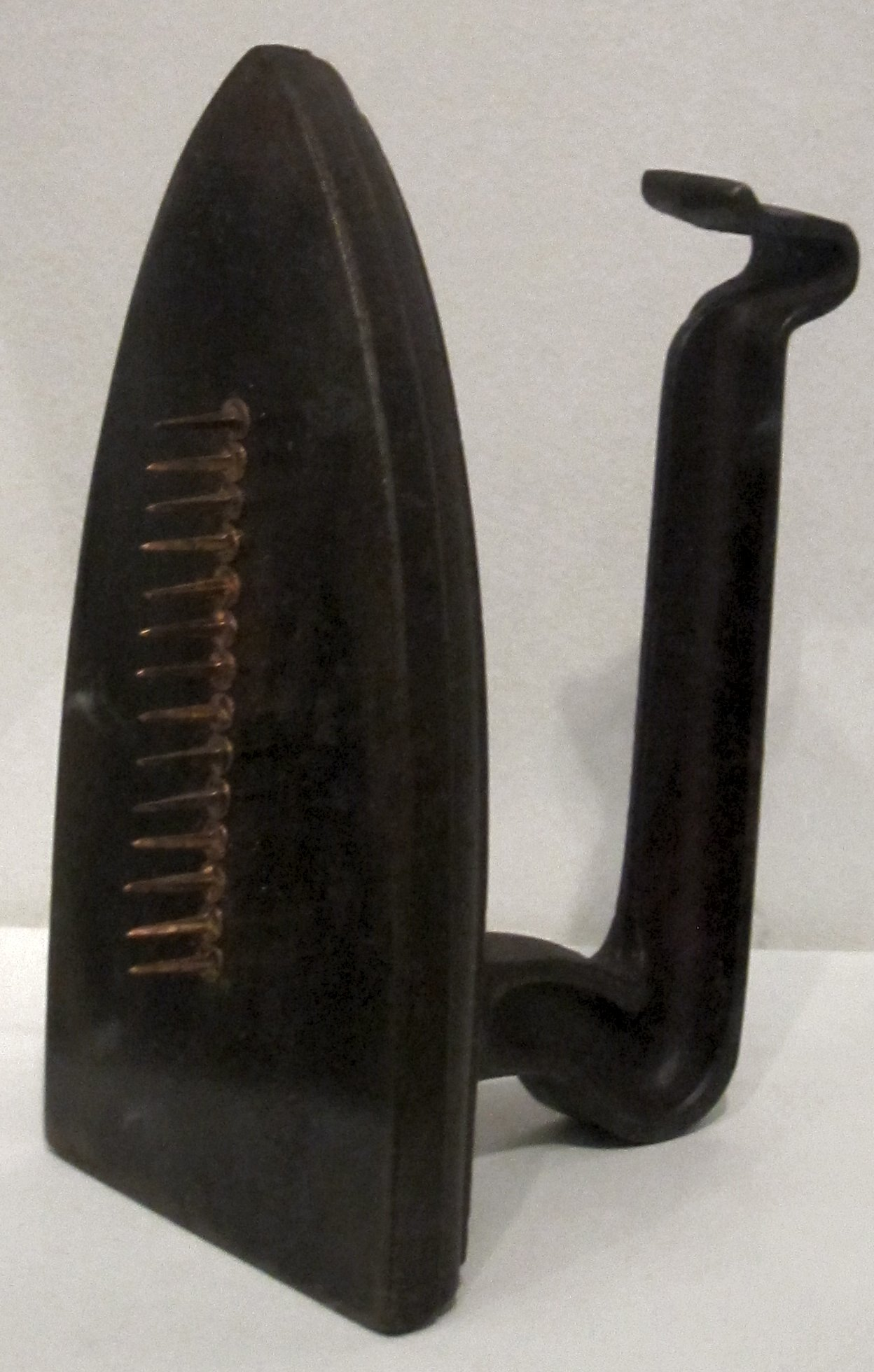
曼·雷「現成物」的代表作：禮物，1921年

1921年七月，曼·雷离开纽约，来到法国巴黎生活工作。他迅速在蒙帕纳斯总部——一个备受艺术家青睐的地方——安了家。到达巴黎不久后，他就与凯凯·德·蒙帕纳斯（爱丽丝·普林）相识并坠入爱河。蒙帕纳斯是巴黎波西米亚圈子里一个著名的艺术模特。凯凯陪伴曼·雷度过了整个1920年代。曼·雷最有名的一些摄影作品便是以凯凯为拍摄对象的，凯凯也在曼·雷导演的实验电影中担任女主角。但1929年后，他与超现实主义摄影家李·米勒开始了另一段恋爱。

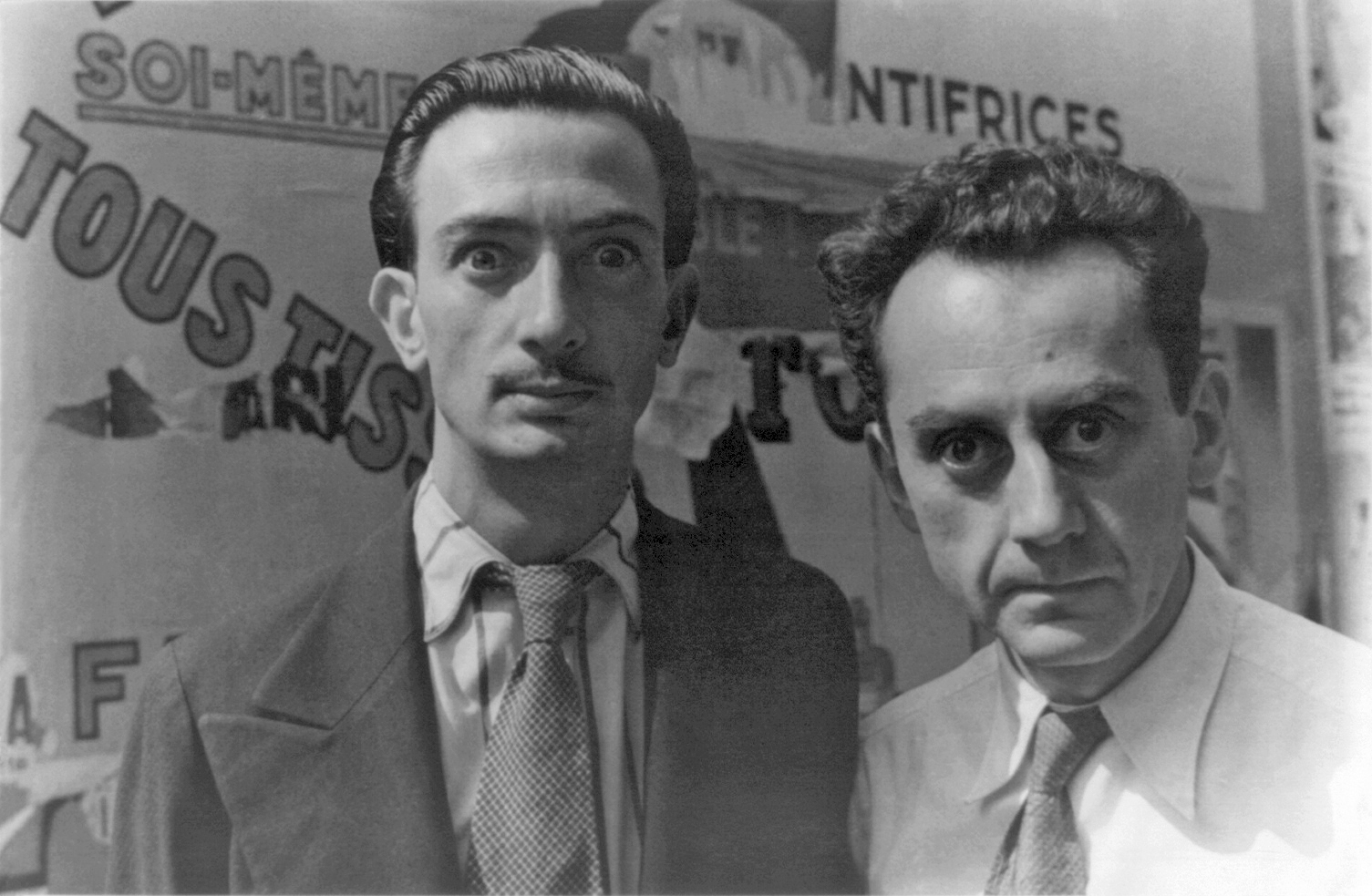
萨尔瓦多·达利与曼·雷在巴黎协助摄影师卡尔·冯·维顿拍摄瞪眼，1934年6月16日

 接下来的在蒙巴那斯的20年里，曼雷成为了一位广受尊崇的摄影师。许多有名的艺术家，包括詹姆斯·乔伊斯、格特鲁德·斯泰因、让·谷克多,都曾出现在他的镜头下。
1925年在巴黎，曼雷的作品在第一次超现实主义展览中与胡安·米羅和巴勃羅·畢卡索的作品一起被展出。这段时间中的一件作品，原名终将毁灭之物（后改名为不可摧毁之物），表现了一台有一只眼睛的节拍器。另一件这期间的重要作品是英格拉斯的小提琴，一张凯凯·德·蒙巴那斯模仿画家、音乐家英格莱斯形象的令人惊叹的肖像。英格拉斯的小提琴是一个曼雷风格的典型例子，他经常在他的摄影中把风马牛不相及的元素组合在一起营造出独特的效果和内涵。
1934年，因其创作的被皮毛覆盖的的茶杯而闻名的超现实主义艺术家梅雷特·奧本海姆为曼雷做裸体模特。曼雷拍出了一系列知名的图片，内容就是欧本海姆站在一家出版社旁边。
与他的摄影助手和情人李·米勒一起，曼雷改进了过度曝光的摄影技术。他还创造了一种他自己称为“光影照片”的物影照片。他称这种相片为纯粹的达达主义。
曼·雷曾导演过很多先锋派短片，是纯粹电影运动的一部分。他的作品有一系列长度不等的短片。他还曾协助杜尚拍摄影片贫血电影业。并在费尔南德·莱格的影片机械芭蕾中负责摄像。在雷奈·克莱尔的影片复杂中，曼雷客串了一个小角色，在一个简短的镜头中与杜尚下西洋棋(又稱國際象棋)。
杜尚、曼·雷和弗朗西斯·畢卡比亞是朋友，也是合作者。他们三人因他们的艺术的实验性、娱乐性和创新性联系在了一起。

## 晚年生活

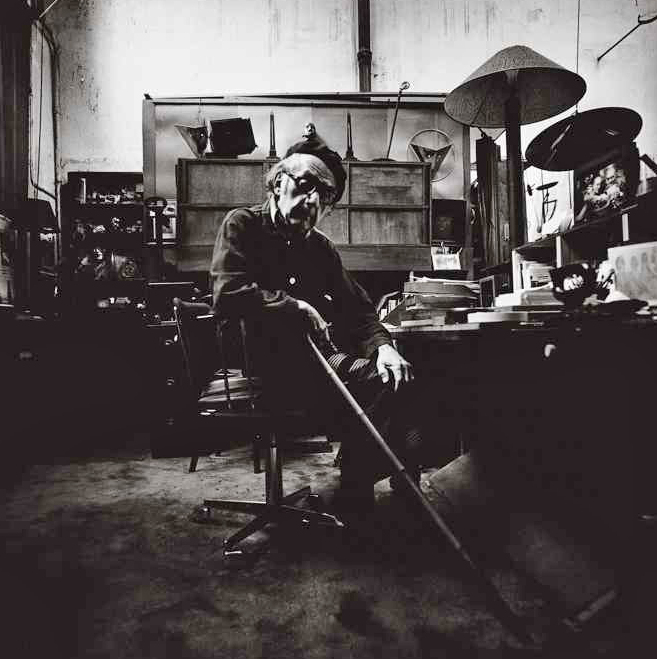
曼·雷，卢瑟·瓦力摄于巴黎，1975年

曼·雷因为第二次世界大战不得不从巴黎回到美国。在1940年到1951年他住在加州洛杉矶。在到达洛杉矶几天之后，他见到了朱丽叶·布朗娜，一位有着罗马尼亚犹太血统的第一代美国移民。她是一位专业舞者，也是一个经验丰富的专为艺术家服务的模特。他们几乎是立即就同居了，然后在1946年举行了婚礼。但是，他还是称蒙巴那斯为家，并最后回到了巴黎。
1963年他出版了自己的自传《自画像》，这本书在1999年被重新出版(ISBN 0-8212-2474-3)。
曼·雷于1976年11月18日因肺部感染死于巴黎。他被葬于巴黎的蒙帕纳斯公墓。曼·雷的墓志铭是“义无反顾，但是绝非漠不关心”。当朱丽叶1991年去世后，她与曼雷合葬，墓志铭是“重聚”。朱丽叶为曼·雷的作品创办了一家信托公司，并将他的大部分作品捐给了博物馆。

## 荣誉
1999年，艺术新闻杂志将曼雷评为20世纪最有影响力的25位艺术家之一。杂志介绍了他的具有突破性的摄影，“他对于电影、绘画、雕塑、珂拉奇和艺术组装的探索和他对于表演艺术和概念艺术雏形的贡献”。艺术新闻还评论道，“曼雷为所有类型的艺术家树立了创新的典范，并在他对于“快乐与自由的追求”中打开了每一扇他遇到的门，随着他的理想自由漫游。”寻找快乐和自由是曼雷艺术创作的基本原则之一，其他原则还包括做社会所禁止的事。